# Cyclodomella nigra
Cyclodomella nigra är en svampart som beskrevs av P.N. Mathur, V.V. Bhatt & Thirum. 1959. Cyclodomella nigra ingår i släktet Cyclodomella och familjen Schizoparmaceae.   Inga underarter finns listade i Catalogue of Life.